# Font del Draper
La Font del Draper és una obra de la Sénia (Montsià) inclosa a l'Inventari del Patrimoni Arquitectònic de Catalunya.

## Descripció
Font situada al marge dret del riu Sénia. La font en si és un petit canalet en un moll de ciment armat amb unes escales per baixar a la font. A la paret posterior hi ha un mur de maçoneria com a reforç. A la part superior hi ha una estructura quadrada amb un fris motllurat amb acabament piramidal per on s'accedeix a les canalitzacions. Al davant hi ha, en el llit del riu unes passeres, sis, fetes de formigó.

## Història
La construcció es feu aquest segle quan Ulldecona canalitza l'aigua de la font per al seu consum; fet que ocasiona una manifestació per part de la gent de la Sénia, i que fou una mostra més dels innombrables litigis mantinguts entre la Sénia i Ulldecona al llarg dels segles per l'aprofitament de l'aigua del riu. Aquesta font anteriorment ja existia però sorgia d'una altura superior a l'actual, i estava canalitzada fins a l'altra banda del riu per mitjà d'un tronc buidat, la gent de la Sénia hi baixa a buscar aigua. Les passeres també existien però eren grans pedres damunt del llit del riu. Molt a prop hi ha dos fonts més, la del pont i la dels tintorers, al mateix costat del riu.